# Erich Wedermann
Erich Wedermann (* 14. September 1908 in Leipzig; † unbekannt) ist ein ehemaliger deutscher Radrennfahrer, Schrittmacher und nationaler Meister im Radsport.

## Sportliche Laufbahn
Wedermann begann nach dem Ersten Weltkrieg mit dem Radsport. Er war im Straßenradsport und im Bahnradsport aktiv. 
Nach dem Zweiten Weltkrieg wurde er Schrittmacher und bestritt Steherrennen in der sowjetisch besetzten Zone und in der DDR. Seine Partner waren unter anderem Ronald Maraun und Gerhard Huschke. Mit Huschke startete er auch bei Steherrennen im Berufsradsport der DDR.
Mit Maraun gewann er 1951 auf der Radrennbahn von Nordhausen die nationale Meisterschaft im Steherrennen vor Gerhard Grauert mit dem Schrittmacher Erhard Kempter.
Nach seiner aktiven Laufbahn war er als Obmann für Steherrennen im Deutschen Radsport-Verband der DDR tätig.